# Йокодзе
Йокодзе (яп. 横瀬町 Ёкодзэ-мати) — посёлок в Японии, находящийся в уезде Титибу префектуры Сайтама. Площадь посёлка составляет 49,35 км², население — 8611 человек (1 августа 2014), плотность населения — 174,49 чел./км².

## Географическое положение
Посёлок расположен на острове Хонсю в префектуре Сайтама региона Канто. С ним граничат города Титибу, Ханно и посёлок Токигава.

## Население
Население посёлка составляет 8611 человек (1 августа 2014), а плотность — 174,49 чел./км². Изменение численности населения с 1980 по 2005 годы:
| 1980 | 9511 чел.   |  |
| 1985 | 9989 чел.   |  |
| 1990 | 10 073 чел. |  |
| 1995 | 10 194 чел. |  |
| 2000 | 9782 чел.   |  |
| 2005 | 9684 чел.   |  |

## Символика
Деревом посёлка считается клён, цветком — Primula reinii var. rhodotricha, птицей — обыкновенный зимородок.